# Mansoor Ali Khan Pataudi
Mohammad Mansoor Ali Khan Siddiqui Pataudi, comunemente noto come Mansur Ali Khan o MAK Pataudi, soprannominato Tiger Pataudi (Bhopal, 5 gennaio 1941 – Nuova Delhi, 22 settembre 2011), è stato un crickettista indiano, ex capitano della Nazionale di cricket dell'India.
Nominato capitano all'età di 21 anni, è stato descritto come "uno dei più grandi capitani di cricket dell'India". Pataudi è stato anche chiamato il "miglior esterno del mondo" dal commentatore John Arlott e dall'ex capitano dell'Inghilterra Ted Dexter.